# Melon au jambon

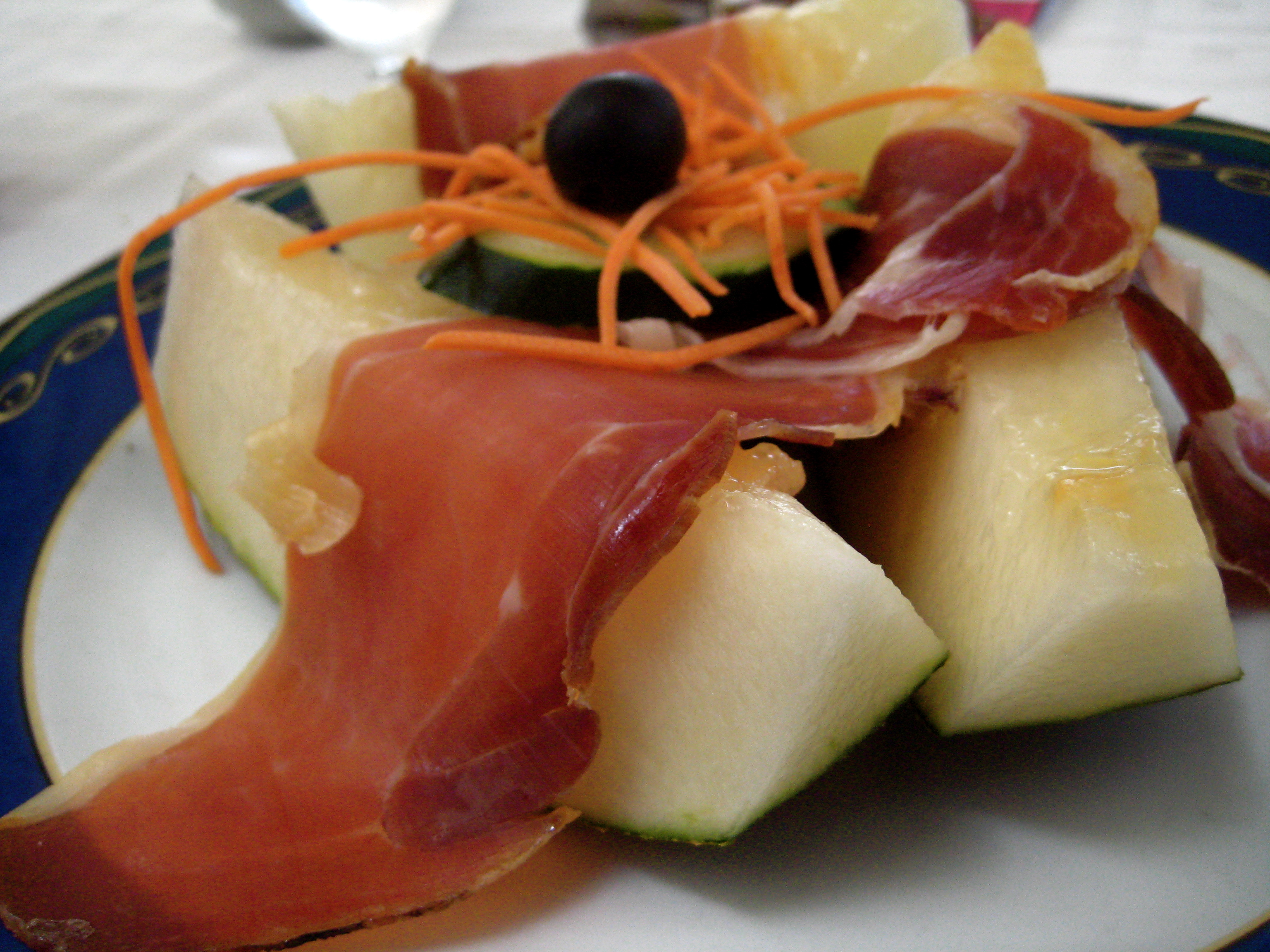
Une assiette de melon au jambon.

Le melon au jambon est une spécialité que l'on retrouve en France, Espagne et Italie,, et qui est habituellement servie au printemps, ou en été. Les ingrédients principaux sont du melon et des tranches de jambon cru. La finesse de ce plat est dans le mélange sucré du melon avec le salé du jambon.

## Histoire

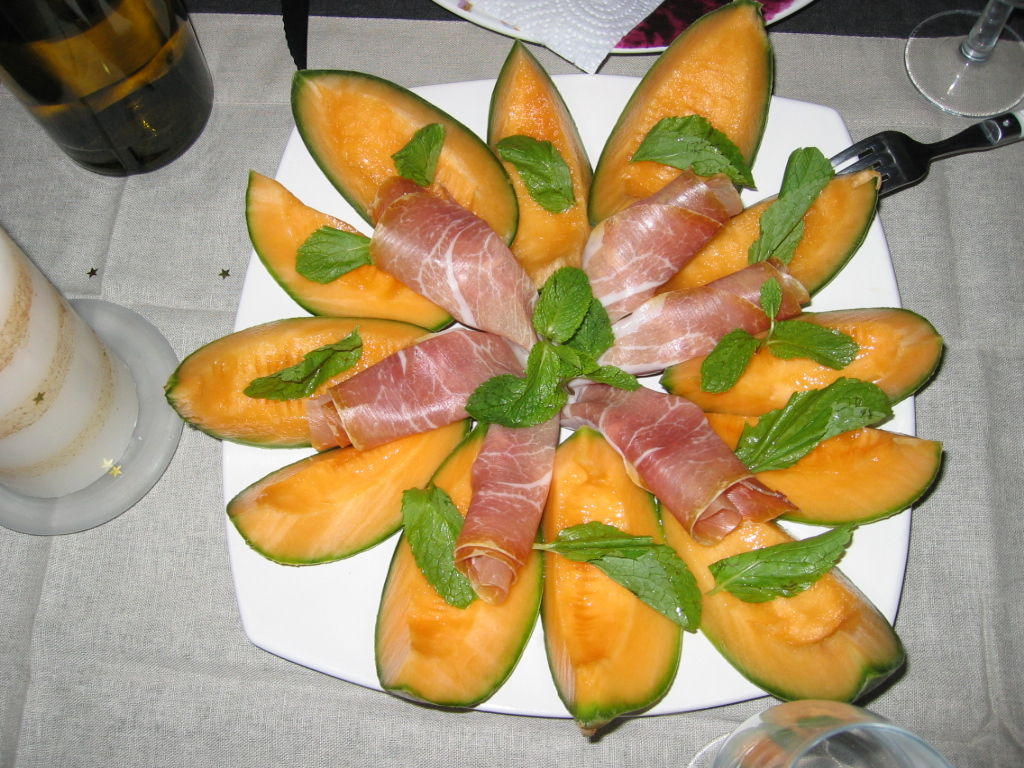
Dressage d'une assiette de melon au jambon dans un restaurant, au Japon.

Si l'origine du plat n'est pas claire, le melon au jambon est un plat que l'on prépare dans les pays produisant jambon cru et melon, principalement France, Espagne et Italie,.
Le melon est une cucurbitacée qui vient d'Asie et était connu des Romains. Les melons sont arrivés dans la cuisine espagnole grâce aux Arabes. Au XVIe siècle, le melon se mangeait avant les repas dans de nombreuses régions du bassin méditérannéen. 
Son origine peut être due au fait que, usuellement, le melon se mange avec du sel et au début du repas. Alors, y ajouter un aliment salé, il n'y avait qu'un pas. Ce plat est consommé d'une manière ou d'une autre dans d'autres cuisines, comme la cuisine japonaise.

## Service

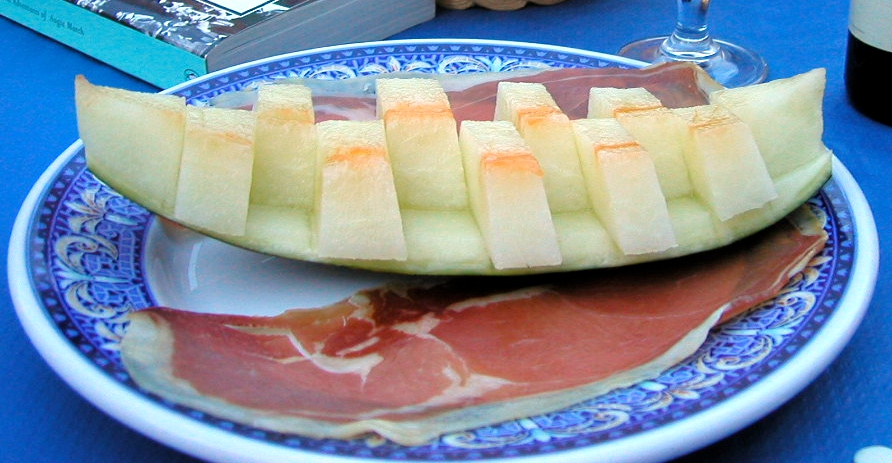
Plat avec le melon présenté en morceaux.

Sa préparation demande peu d'ingrédients, mais il existe plusieurs variantes dans sa réalisation ; par exemple, il y a des cas où la chair du melon est coupée en boules, dans d'autres cas, elle est coupée en dés et est enveloppée dans les tranches de jambon, ou elle est coupée en cubes et est mélangée comme s'il s'agissait d'une salade.
Les recettes les plus innovantes font une purée avec le melon et la saupoudrent de fins copeaux de jambon. Il existe également des variantes en forme de brochettes. Dans tous les cas, le melon est mûr, légèrement sucré, sans pépins et froid, en contraste avec le jambon. Il peut être accompagné d'un vin doux ou d'un cava (vin mousseux espagnol).

## Plats similaires
- À Chypre, on mange en mezzé le halloumi and lounza, un mélange entre le melon, le jambon et le fromage salé, le halloumi.

- En Allemagne, sans être exactement le même mélange de sucré-salé, est cuisiné un mets qu'on appelle Birnen, Bohnen und Speck (en français : poires, haricots verts et Speck, une sorte de jambon cru), typique de Hambourg.